# Oblężenie Weihaiwei
Oblężenie Weihaiwei – operacja zbrojna przeciw bazie morskiej Weihaiwei (dzis. Weihai), w trakcie trwania wojny chińsko-japońskiej. W Weihaiwei, po klęsce w bitwie u ujścia Jalu i zajęciu Lüshun schroniła się flota Beiyang. Zdobycie silnie umocnionej twierdzy zajęło Japończykom trzy tygodnie, a w jej następstwie zdobyli pozostałości chińskiej floty północnej.

## Baza floty
Weihaiwei, posiadające dogodny, naturalny port na północnym wybrzeżu półwyspu szantuńskiego, stanowiło, wraz z leżącym po przeciwnej stronie zatoki Bohai Lüshunem (Port Arturem), główną bazę tzw. Floty Północnego Oceanu (Beiyang), tworzonej od lat 1880. przez Li Hongzhanga. W 1889 roku zbudowano tam stację węglową, port remontowy, szpital i założono jedną z pierwszych w Chinach akademię morską.
Dla zabezpieczenia portu, baza została ufortyfikowana pod kierunkiem niemieckiego majora Constantina von Hannekena. Wzniesiono łącznie 16 fortów, w kilku grupach:
- wzdłuż północnego wejścia do zatoki, z działami 150–240 mm oraz stacją reflektorów (nad morzem) oraz od strony lądu, na wzgórzach, z działami 120–150 mm;
- na wyspach Liugong i Zidao, z działami 240 mm i 9,2 cala (234 mm) na opuszczanych podstawach;
- wzdłuż południowego wejścia do zatoki, nadbrzeżne, z działami 150–280 mm oraz stacją reflektorów i zabezpieczające je forty na wzgórzach, z działami 120–150 mm.

Z wyjątkiem dział opuszczanych, wszystkie armaty były produkcji Kruppa. Fortów bronił 11-tysięczny garnizon, a w poprzek wejść do portu rozciągnąć można było zagrody bonowe, z trzech trzycalowych lin, połączonych pływakami i kłodami drewna.

## Działania flot
Po klęsce w bitwie u ujścia Jalu, flota chińska dokonała podstawowych napraw w Lüshun. Następnie przeszła do Weihai, wychodząc na patrol pod koniec października. W drodze powrotnej pancernik „Zhenyuan” wpadł na skałę i poważnie uszkodził kadłub. Pełna naprawa nie była możliwa, bo 22 listopada Japończycy zdobyli Lüshun, gdzie był jedyny, wystarczająco duży, suchy dok. Okręt pod koniec stycznia został częściowo naprawiony, ale osłabiona flota już nie wyruszyła na morze.
Poza pancernikami, w Wehaiwei schroniły się krążowniki „Jingyuan”, „Laiyuan”, „Jiyuan”, kanonierka pancerna „Pingyuan”, okręty szkolne „Weiyuan” i „Kangzhi”, 6 kanonierek i 13 torpedowców. Japończycy nie atakowali aż do 18 stycznia, gdy zbombardowali port Dengzhou.

## Oblężenie twierdzy

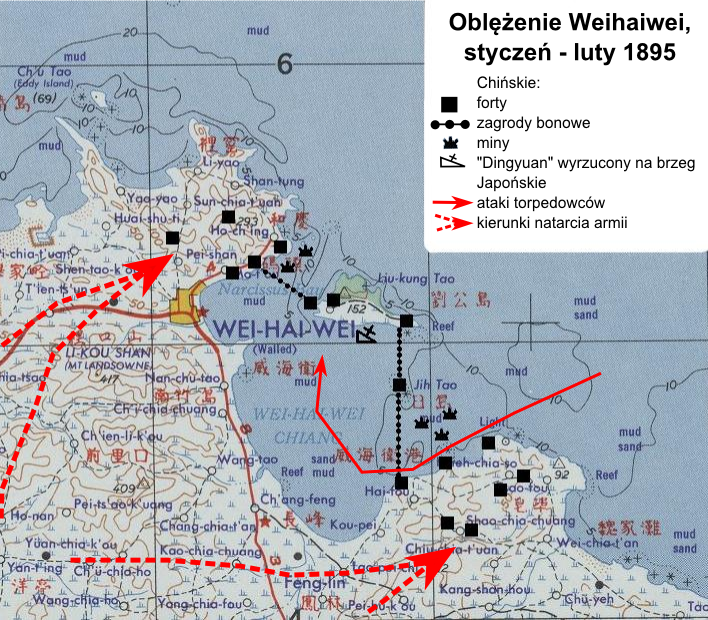
Mapa oblężenia Weihaiwei

Następnie Japończycy wysadzili 25 tys. żołnierzy w zatoce Yongjing i 26 stycznia ruszyli, by szybkim marszem podejść 4 dni później pod Weihaiwei. Fortyfikacje stawiły tylko lekki opór. Admirał Ding zdołał spowolnić ich podejście pod wschodnie forty na tyle, by wysadzić część umocnień i uszkodzić następne ogniem okrętów: armia, której zadaniem była obrona fortyfikacji, w większości porzuciła je w obliczu wrogiego natarcia. Następnego dnia udało się mu też rozbroić i zniszczyć forty zachodnie, które – także częściowo porzucone – Japończycy zajęli 2 lutego, wraz z opuszczonym przez obrońców miastem. Najcenniejszą zdobyczą były 63 armaty z ponad 4 tys. jednostek amunicji. Zachodnie forty zajęła 2. Dywizja, dowodzona przez gen. Samata Sakumę, która osłoniła też następnie zachodnie podejścia do twierdzy i rozproszyła znajdujące się tam wciąż oddziały chińskie. W rękach chińskich pozostały tylko umocnienia na wyspach.
Japońskie oddziały rozpoczęły ostrzał floty chińskiej oraz reperowanie zdobytych dział, które następnie kierowali przeciw okrętom i fortom pozostającym jeszcze pod chińską kontrolą. W nocy z 4 na 5 lutego, 10 japońskich torpedowców przerwało wschodnią barierę i mimo fatalnych warunków pogodowych, zaatakowało jednostki chińskie. Trafiony pancernik „Dingyuan” musiał zostać wyrzucony na brzeg. Mimo straty dwóch torpedowców, Japończycy ponowili atak następnej nocy, topiąc „Laiyuan” (który przewrócił się, grzebiąc większość załogi), „Weiyuan” i „Baohua”.
Chińczycy nie wykorzystali zaczepnie swoich torpedowców, choć blokujące krążowniki japońskie były w ich zasięgu. Rankiem 7 lutego, nie wiadomo, czy na rozkaz adm. Dinga czy samowolnie, chińskie torpedowce próbowały przedostać się do Yantai, ale zostały wyłapane przez krążowniki „Yoshino” i „Takachiho” lub wyrzuciły się na brzeg (ocalały tylko dwa). Tego samego dnia celny strzał z uruchomionego przez japońskich artylerzystów działa, wysadził magazyn amunicyjny w forcie na wyspie Zi.
9 lutego zatonął krążownik „Jingyuan”; aby zapobiec jego późniejszemu wykorzystaniu, jeden z europejskich doradców podłożył we wraku minę, niszcząc go doszczętnie. Większość oficerów chińskich uznając sytuację za beznadziejną i obawiając się masakry podobnej do tej po szturmie na Lüshun, opowiadała się za poddaniem floty bez jej zniszczenia. Admirał Ding przystał na to, ale popełnił samobójstwo 12 lutego, nie chcąc podpisać kapitulacji.

## Kapitulacja

Adm. Itō odbierający chińską kapitulację (ukiyo-e autorstwa Toshihide Migity)

Zgodnie z porozumieniem, 16 lutego Japończycy przejęli wszystkie nadające się jeszcze do użytku okręty chińskie i zapasy dotąd niezdobytych fortów. Uszkodzony „Dingyuan” wysadzony wcześniej przez Chińczyków, jako nienadający się do remontu, został przez Japończyków zezłomowany. Pozostawili Chińczykom „Kangzhi”, która przewiozła do Yantai ciało adm. Dinga, żegnane przez przeciwników z pełnymi honorami wojskowymi. Koniec oblężenia Weihaiwei oznaczał całkowitą anihilację północnej floty chińskiej. Umożliwiło też, wraz z siłami w Mandżurii, wzięcie Pekinu w kleszcze; ofensywie takiej Chińczycy prawdopodobnie nie byliby w stanie się przeciwstawić.
Weihaiwei pozostawało w rękach japońskich do lutego 1898 roku jako „zastaw”, dopóki Pekin nie wypłacił ustalonych przez traktat z Shimonoseki kontrybucji wojennych, by w marcu tego roku przejść pod panowanie brytyjskie.